# Anders Vos Sørensen
Anders Vos Sørensen (født 11. marts 2004 i Svoldrup) er en cykelrytter fra Danmark, der er på kontrakt hos ColoQuick.

## Karriere
Vos Sørensen er født og opvokset i Svoldrup, der er beliggende umiddelbart øst for Farsø. Her begyndte han som 8-årig at cykle med sin far. Senere blev Anders Vos Sørensen meldt ind i Nr. Søby Cykelklub ved Skive, hvor han begyndte at køre licensløb. I 2019 vandt han løbet 3 Dage i Nord, og i 2020 blev han Jysk-Fynsk mester og vandt bronzemedalje ved U17-DM.
Da han skulle køre sin første sæson som juniorrytter, skiftede han fra starten af 2021 til Team Mascot Workwear på en etårig aftale. Det skete samtidig med at han skulle passe sin lærlingetid som cykelmekaniker hos Vesthimmerlands Cykelcenter. I februar 2022 blev det offentliggjort at Anders Vos havde forlænget sin kontrakt med Mascot, så den også var gældende for 2022-sæsonen. I september 2022 vandt han tredje afdeling af UNO-X Cup foran Kristian Egholm (Team NPV-Carl Ras Roskilde Junior) og Mads Schulz Jørgensen (Team Fri BikeShop Zealand Cycling).
2023-sæsonen blev Anders Vos Sørensens første som seniorrytter, og her skrev han kontrakt med kontinentalholdet ColoQuick Cycling.